# Melanagromyza solanidis
Melanagromyza solanidis är en tvåvingeart som beskrevs av Spencer 1959. Melanagromyza solanidis ingår i släktet Melanagromyza och familjen minerarflugor. Inga underarter finns listade i Catalogue of Life.